# Shahzada Muhammad Shah-Rukh
Shahzada Muhammad Shah-Rukh (1926.) je bivši pakistanski hokejaš na travi i biciklist. 
Na hokejaškom turniru na Olimpijskim igrama 1948. u Londonu je igrao za Pakistan, koji je osvojio 4. mjesto.
Na OI 1956. u Melbourneu je sudjelovao na nekoliko biciklističkih disciplina.

## Vanjske poveznice
- Profil na Sports Reference.com  Arhivirana inačica izvorne stranice od 28. kolovoza 2009. (Wayback Machine)